# Michele Scandiffio
Michele Scandiffio (Pomarico, 29 settembre 1928 – Matera, 6 giugno 2022) è stato un arcivescovo cattolico italiano.

## Biografia
È nato a Pomarico, allora in provincia di Matera e arcidiocesi di Acerenza e Matera, il 29 settembre 1928.
L'8 luglio 1951 è stato ordinato presbitero.

### Ministero episcopale
Il 30 aprile 1988 papa Giovanni Paolo II lo ha nominato arcivescovo di Acerenza; è succeduto a Francesco Cuccarese, precedentemente nominato vescovo, con il titolo personale di arcivescovo, di Caserta. Il 9 luglio successivo ha ricevuto l'ordinazione episcopale, nella cattedrale di Matera, dal cardinale Michele Giordano, arcivescovo di Napoli, co-consacranti gli arcivescovi Giuseppe Vairo e Ennio Appignanesi. Il 3 settembre ha preso possesso dell'arcidiocesi.
Durante il suo episcopato ha curato in maniera particolare la formazione del clero e la catechesi vocazionale, ordinando venti nuovi sacerdoti diocesani, e ha trasformato l'antico Seminario in Museo diocesano d'arte sacra. Tra le altre iniziative principali adottate, vi sono l'istituzione della giornata diocesana dei giovani, la celebrazione del nono centenario della cattedrale di Acerenza con il congresso eucaristico diocesano, la Peregrinatio Mariae nelle comunità parrocchiali e la scuola di formazione del laicato.
Il 27 luglio 2005 papa Benedetto XVI ha accolto la sua rinuncia al governo pastorale dell'arcidiocesi, presentata per raggiunti limiti di età; gli è succeduto Giovanni Ricchiuti, del clero di Trani-Barletta-Bisceglie. È rimasto amministratore apostolico dell'arcidiocesi fino all'ingresso del successore, avvenuto il 15 ottobre seguente.
È morto a Matera, all'età di 93 anni, il 6 giugno 2022. Dopo le esequie, celebrate il giorno seguente nella cattedrale di Matera, è stato sepolto nel cimitero di Pomarico.

## Genealogia episcopale
La genealogia episcopale è:
- Cardinale Scipione Rebiba
- Cardinale Giulio Antonio Santori
- Cardinale Girolamo Bernerio, O.P.
- Arcivescovo Galeazzo Sanvitale
- Cardinale Ludovico Ludovisi
- Cardinale Luigi Caetani
- Cardinale Ulderico Carpegna
- Cardinale Paluzzo Paluzzi Altieri degli Albertoni
- Papa Benedetto XIII
- Papa Benedetto XIV
- Cardinale Enrico Enriquez
- Arcivescovo Manuel Quintano Bonifaz
- Cardinale Buenaventura Córdoba Espinosa de la Cerda
- Cardinale Giuseppe Maria Doria Pamphilj
- Papa Pio VIII
- Papa Pio IX
- Cardinale Alessandro Franchi
- Cardinale Giovanni Simeoni
- Cardinale Vincenzo Vannutelli
- Cardinale Giovanni Battista Nasalli Rocca di Corneliano
- Cardinale Marcello Mimmi
- Arcivescovo Giacomo Palombella
- Cardinale Michele Giordano
- Arcivescovo Michele Scandiffio